# Direcció General de Diversitat Sexual i Drets LGTBI
La Direcció General de Diversitat Sexual i Drets LGTBI és l'òrgan directiu de l' Ministeri d'Igualtat, orgànicament dependent de la Secretaria d'Estat d'Igualtat i contra la Violència de Gènere, responsable de la proposta d'impuls i desenvolupament de les mesures destinades a garantir el dret a la igualtat de tracte i no discriminació de les persones lesbianes, gais, bisexuals, transsexuals, transgènere i intersexuals (LGTBI), assegurant el ple respecte a la seva llibertat afectivosexual.
Així mateix, s'encarrega de la coordinació de les polítiques de l'Administració General de l'Estat en matèria d'igualtat de tracte i d'oportunitats de les persones LGTBI i el desenvolupament de polítiques de cooperació amb les administracions de les comunitats autònomes i entitats locals en matèries de la seva competència, així com amb altres agents públics i privats, sense perjudici de les competències atribuïdes a òrgans d'altres departaments ministerials.

## Estructura i funcions
A més de les funcions ja esmentades, la Direcció General desenvolupa altres a través del seu únic òrgan directiu:
- La  Subdirecció General de Drets LGTBI, a la qual li correspon la preparació i proposta de mesures normatives destinades a garantir la igualtat de tracte i no discriminació de les persones LGTBI; l'elaboració d'informes i estudis, en matèries que afectin el dret a la igualtat de tracte i no discriminació de les persones per la seva orientació sexual i identitat de gènere, en qualssevol àmbits de la vida; l'impuls de mesures destinades a procurar la inserció sociolaboral de les persones LGTBI, amb especial atenció a la situació de les persones trans; la proposta d'actuacions destinades a la promoció de la igualtat de tracte i no discriminació de les persones LGTBI en l'àmbit educatiu, en col·laboració amb els departaments ministerials i Administracions Públiques competents; l'elaboració i difusió de campanyes de sensibilització sobre la diversitat afectiu-sexual, familiar i de gènere, així com de promoció dels drets de les persones LGTBI; la proposta de mesures destinades a la prevenció i erradicació dels delictes d'odi motivats per l'orientació sexual o la identitat de gènere, així com la millora de l'assistència i atenció a les seves víctimes, sense perjudici de les competències atribuïdes en aquest àmbit a altres departaments ministerials; el foment de les activitats de les organitzacions que treballen en favor dels drets de les persones LGTBI, facilitant la seva participació en els processos de presa de decisions en les matèries que els afecten; i la participació i manteniment de les relacions que procedeixin en l'àmbit internacional, sense perjudici de les competències encomanades a la Secretaria General Tècnica.

## Directors generals
- María Dolores García Rodrigo (30 de gener de 2020-present)[2]